# Месершмит Ме 262
Messerschmitt Me 262 неофициално наричан Schwalbe (чете се Швалбе, в превод – лястовица и Sturmvogel, в превод – буревестник) e немски реактивен изтребител, бомбардировач и разузнавателен самолет от времето на Втората световна война. Той е първият в света реактивен изтребител въведен на въоръжение и участвал в бойни действия. Проектирането започва преди Втората световна война, но проблеми с двигателя попречват на самолета да постигне експлоатационно състояние до средата на 1944 г. В сравнение със съюзническите си съвременници, включително и реактивния Gloster Meteor, той е много по-бърз и по-добре въоръжен.
В битка, когато се пилотира правилно, той е доказано труден за противодействие поради своята скорост. Пилоти на Me 262 твърдят, че са свалили общо 509 съюзнически самолета (макар и изказвайки по-високи претенции понякога) срещу загуба на около 100. Самолетът е използван за различни роли, включително и лек бомбардировач, разузнавателен самолет и дори експериментални версии на нощен изтребител.
Смята се, че Me 262 е бил сред най-модерните немски авиационни проекти, използвани в бойни действия по време на Втората световна война. Съюзниците противодействат на потенциалната му ефективност във въздуха, атакувайки безкомпромисно самолета на земята или докато той се готви за излитане или кацане. Поддръжка по време на влошената военна ситуацията и липсата на гориво намалява ефективността на самолета като бойна сила. В крайна сметка Messerschmitt Me 262 оказва незначително влияние върху хода на войната поради забавяне на въвеждането му и малките количества, които са въведени в експлоатация.
Машината оказва сериозно влияние върху дизайна на самолетите, разработвани след войната, като North American F-86 Sabre и Boeing B-47 Stratojet.
Конструиран е в бюрото на немския авиоконструктор Вилхелм Месершмит.

## История
През 1938 г., по поръчка на Райхсминистерството на авиацията на Германия, фирма Messerschmitt започва разработването на експерименталния самолет Me 262 за полетни изпитвания на турбореактивни двигатели модел BMW 003 с тяга 600 kg. BMW е трябвало да достави тези двигатели до края на 1939 г. но поради недостатъчната им мощност, въпреки препроектирането им до BMW-003A с тяга 800 kg, конструкторите се отказват от тях в полза на Jumo 004 на Junkers който се явява първият серийно произвеждан турбореактивен двигател. Първият полет с новите двигатели е на 18 юли 1942. 
Независимо от Messerschmitt, по такава разработка работи и друга германска фирма – Heinkel. Фирмата произвежда модела He 280 с два турбореактивни двигателя Heinkel HeS-8, но този самолет не успява да издържи на надпреварата с Messerschmitt и на 27 март 1943 г. работата по него е прекратена.
Що се касае до експерименталния самолет, то инженерите още в началото залагат в неговата конструкция възможността той да се доработи до сериен боен изтребител.

## Технически характеристики
• Екипаж: 1
• Дължина: 10,60 m
• Размах на крилата: 12,60 m
• Височина: 3,50 m
• Тегло без товар: 3795 kg
• Тегло с товар: 6473 kg
• Максимална товароподемност: 7130 kg
• Двигатели: 2 бр. Junkers Jumo 004, 8,8 kN всеки

### Тактико-технически данни
• Максимална скорост: 900 km/h
• Максимален полет: 1050 km
• Таван на полет: 11 450 m
• Стъпка на издигане: 1200 m/min (при максимално натоварване от 7130 kg)

### Въоръжение
• Бордови оръдия: 4 × 30 mm МК 108
• Ракети въздух-въздух: 24 × 55 mm R4M
• Бомби: 2 × 250 kg